# 에우렐류 고메스
에우렐류 고메스(포르투갈어: Heurelho Gomes, 1981년 2월 15일 ~ )는 브라질의 축구 선수로, 현재 데모크라타 FC 소속이다.